# Litmanová
Litmanová je obec ve východním Slovensku v okrese Stará Ľubovňa v Prešovském kraji. Žije zde 617 obyvatel. V blízkosti obce se nachází lyžařský areál.
Asi tři kilometry od obce leží známé poutní místo Zvir,  na kterém se v letech 1990 až 1995 údajně dvěma slovenským dívkám zjevovala Panna Maria. O hlavní protagonistce zjevení a těchto událostech byl v roce 2008 natočen český dokumentární film Ivetka a hora.